# Sphyrna couardi
La cornuda aliblanca (Sphyrna couardi) es una especie de tiburón martillo que habita en las aguas tropicales del océano Atlántico nororiental, desde las costas de España hasta la región del Congo.